# 唐兴华
唐兴华（1966年10月—），辽宁西丰人，中国人民解放军中将、第十四屆全國人大代表。
曾任沈阳军区政治部组织部部长。2015年7月，任陆军第16集团军政治部主任。2017年任陆军第82集团军政治工作部主任。2018年7月，升任陆军第83集团军政治委员。2019年10月1日，在庆祝中华人民共和国成立70周年大会阅兵式上同林向阳率陆军方队接受检阅。2022年3月，升任东部战区副政治委员兼战区陆军政治委员。
2016年7月，晋升少将军衔。2022年3月，晋升中将军衔。